# اسلام در ترینیداد و توباگو

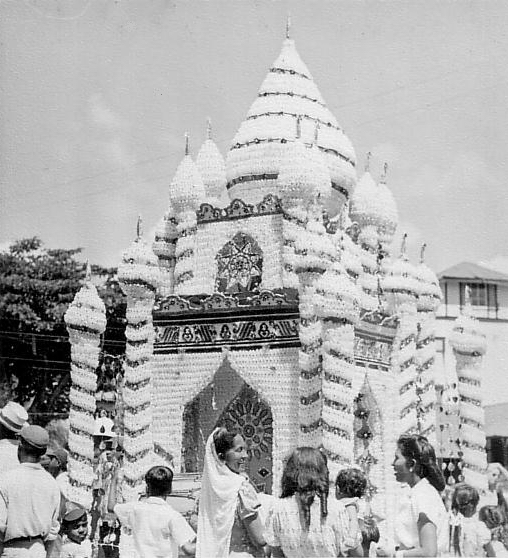
خانه اسلامی

اسلام مذهب حدوداً ۶ درصد جمعیت ترینیداد و توباگو را با ۶۵٬۳۱۸ نفر تشکیل می‌دهد. اکثریت در ترینیداد زندگی می‌کنند ولی شمار اندکی نیز در توباگو هستند. اولین مسلمانان از آفریقا به عنوان برده توسط استعمارگران وارد شدند. گروه دومی در ۱۸۱۶ به عنوان گروه کوچکی از سربازان استعماری وارد شدند.
مساجد بسیاری در این کشور وجود دارد و عید فطر تعطیل رسمی است. مساجد بسیاری مربوط به جامعه احمدیه در این کشور وجود دارد.